# نازيم سليمانوف
نازيم سليمانوف (بالأذرية: Nazim Süleymanov)‏ هو مدرب كرة قدم ولاعب كرة قدم أذربيجاني في مركز الهجوم، ولد في 17 فبراير 1965 في سومقاييت في أذربيجان. شارك مع منتخب أذربيجان لكرة القدم. أما مع النوادي، فقد لعب مع ألانيا وسبارتاك موسكو ونادي نيفتشي باكو.

## وصلات خارجية
- نازيم سليمانوف على موقع الاتحاد الأوربي (الإنجليزية)
- نازيم سليمانوف على موقع قاعدة بيانات كرة القدم.إي يو (الإنجليزية)
- نازيم سليمانوف على موقع ناشيونال فوتبول تيمز (الإنجليزية)
- نازيم سليمانوف على موقع Soccerway.com (الإنجليزية)
- نازيم سليمانوف على موقع عالم كرة القدم.نت (الإنجليزية)